# نکوچئا
نکوچئا (به اسپانیایی: Necochea) شهری در کشور آرژانتین، استان بوئنوس آیرس است که در سال ۲۰۰۹ میلادی، حدود ۷۹٬۹۸۳ نفر جمعیت داشته است.